# Bibus
A Bibus egy nyílt forrású irodalomjegyzék és hivatkozás kezelő szoftver.  Mint más hasonló eszközök, a Bibus is keresi, szerkeszti és rendszerezi a bibliográfiai tételeket. Támogatja a Microsoft Word és az OpenOffice.org Writer szövegszerkesztőket. A Bibus fut 32 bites Windowsokon, Linuxon és korlátozott mértékben Mac OS rendszereken.